# Milan Borjan
Milan Borjan (Knin, 23. listopada 1987.) kanadski je nogometni vratar srpskog podrijetla. Trenutačno igra za Al-Riyadh SC.

## Osobni život
Rođen je 1987. u Kninu. Njegovi roditelji izjašnjavaju se kao Srbi. Otac s majčine strane hrvatskoga je podrijetla. Svoju nogometnu karijeru započeo je u kninskoj Dinari. S obitelji je živio u Kninu sve do Operacije Oluje  1995. Te godine izbjegli su u Beograd, u kojemu je igrao za Radnički Jugopetrol (danas Radnički Beograd). Godine 2000. s obitelji se preselio u kanadski grad Winnipeg, a potom u Hamilton. Ondje danas živi njegova obitelj.

## Vanjske poveznice
- Profil, Kanadski nogometni savez
- Profil, Turski nogometni savez
- Profil, 90minut